# Meishan
Meishan (cinese: 眉山; pinyin: Méishān) è una città-prefettura della Cina nella provincia del Sichuan.